# Matthias Zurbriggen
Matthias Zurbriggen (Saas-Fee, 15 de maio de 1856 – Genebra, 21 de junho de 1917) foi um alpinista e guia de alta montanha suíço que se dedicou a expedições extra-europeias.

## Biografia
Ao princípio acompanha Émile Rey no Monte Rosa e no Matterhorn para fazer as suas armas como guia mas desde 1892 dedica-se à exploração e parte ao Karakoram em companhia de William Martin Conway e do outro guia Oscar Eckenstein.
Seguem-se; 1894 na Nova Zelândia e 1897 nos Andes com o objetivo do Aconcágua, cume que atinge em escalada solitária.
Em 1899, é escolhido pelo casal Bullock Workman para explorar o glaciar de Baltoro no Paquistão e tentar bater o recorde de altitude; em 1900 toma parte na expedição dos Montes Tian na Ásia Central e em 1902 acompanha Bullock-Workman no Himalaia.
A partir de 1902 é pouco procurado e cai no esquecimento, e sem trabalho dá-se ao alcoolismo, acabando por se suicidar em 1917.

## Ascensões
- 1892 - Primeira ascensão do Pioneer Peak (6 890 m)
- 1894 - Primeira do Monte Cook, Nova Zelândia
- 1896 - Travessia do col Vincent, no Mont Rose, pela face sul (4 088 m), com Giuseppe Gugliermina, Battista Gugliermina e Nicola Lanti
- 1897 - Aconcágua, 14 de fevereiro de 1897
- 1897 - Tupungato, 12 de abril de 1897
- 1899 - Koser Gunge (6 400 m)